# 구미 독동리 반송
구미 독동리 반송(龜尾 禿洞里 盤松)은 대한민국 경상북도 구미시 선산읍 독동리에 있는 반송이다. 대한민국의 천연기념물 제357호로 지정되어 있다.